# Петер Гохшорнер
Петер Гохшорнер  (словац. Peter Hochschorner, 7 вересня 1979) — словацький веслувальник, олімпійський чемпіон.

## Виступи на Олімпіадах
| Олімпіада   | Дисципліна           | Місце |
| ----------- | -------------------- | ----- |
| Сідней 2000 | каное-двійка, слалом | 1     |
| Афіни 2004  | каное-двійка, слалом | 1     |
| Пекін 2008  | каное-двійка, слалом | 1     |
| Лондон 2012 | каное-двійка, слалом | 3     |